# Богородица (химна)
Богородица (пољ. Bogurodzica) најстарија је пољска химна. Настала је између 10. и 13. века. Иако извор песме није сасвим јасан, неколико научника се слаже да је аутор химне Свети Адалберт Прашки. Овом химном започиње историја пољске књижевности. Записао ју је хроничар и "отац пољске историографије" Јан Длугош.
Пољски витезови певали су ову химну пре битке код Грунвалда. Химна Богородица, такође је, пратила обреде крунисања првих краљева Јагелонца.
Химна Богородица повезана је с латинском литургијом, традицијом црквених химни, грчким или старим црквенословенским утицајима, западњачком или источњачком културом. Две почетне строфе настале су прве - вероватно у средини или на крају 13. века, или на самом почетку 14. века.
Химна Богородица је молитвена химна, чија прва строфа садржи позив Христу кроз заговор Богородице. Она започиње апострофом према њој - Мајци Христовој, Девици, хваљеној од Бога и изабраној. Након апострофије, молба је Марији да се заговара вернике код свога Сина.
Друга строфа почиње непосредним обраћањем Христу, Сину Божијем, позивајући се на Јована Крститеља. Молитва којом завршава та строфу садржи захтев, да Христ даје људима блажен боравак на земљи и, након смрти, вечно постојање на небу. Следеће строфе имају разне мотиве: Ускрса, Исусове патње, литаније - позивајући се на свеце.
Химна Богородица је у почетку била повезана са светом мисом и процесијом, али је већ у 15. веку постала витешка бојна химна.

## Текст химне[3]

### Химна на пољском језику
Bogurodzica dziewica, Bogiem sławiena Maryja,

U twego syna Gospodzina Matko zwolena, Maryja!

Zyszczy nam, spuści nam.

Kyrie elison!
Twego dziela Krzciciela, bożycze,

Usłysz głosy, napełń myśli człowiecze.

Słysz modlitwę, jąż nosimy,

A dać raczy, jegoż prosimy:

A na świecie zbożny pobyt,

Po żywocie rajski przebyt.

Kyrie elison!

### Химна на енглеском језику
Virgin, Mother of God, God-famed Mary!

Ask Thy Son, our Lord, God-named Mary,

To have mercy upon us and hand it over to us!

Kyrie eleison!
Son of God, for Thy Baptist's sake,

Hear the voices, fulfill the pleas we make!

Listen to the prayer we say,

For what we ask, give us today:

Life on earth free of vice; 

After life: paradise!

Kyrie eleison!